# Monika Absolonová
Monika Absolonová (Benešov, 27 settembre 1976) è una cantante e attrice ceca.
Inizia la propria carriera nel 1999 con la pubblicazione del primo album První den.

## Discografia
- 1999 – První den
- 2001 – Jsem nevěrná
- 2004 – Zůstávám dál
- 2010 – Muzikálové album
- 2016 – Až do nebes
- 2025 – Láska